# Stefan Pabst

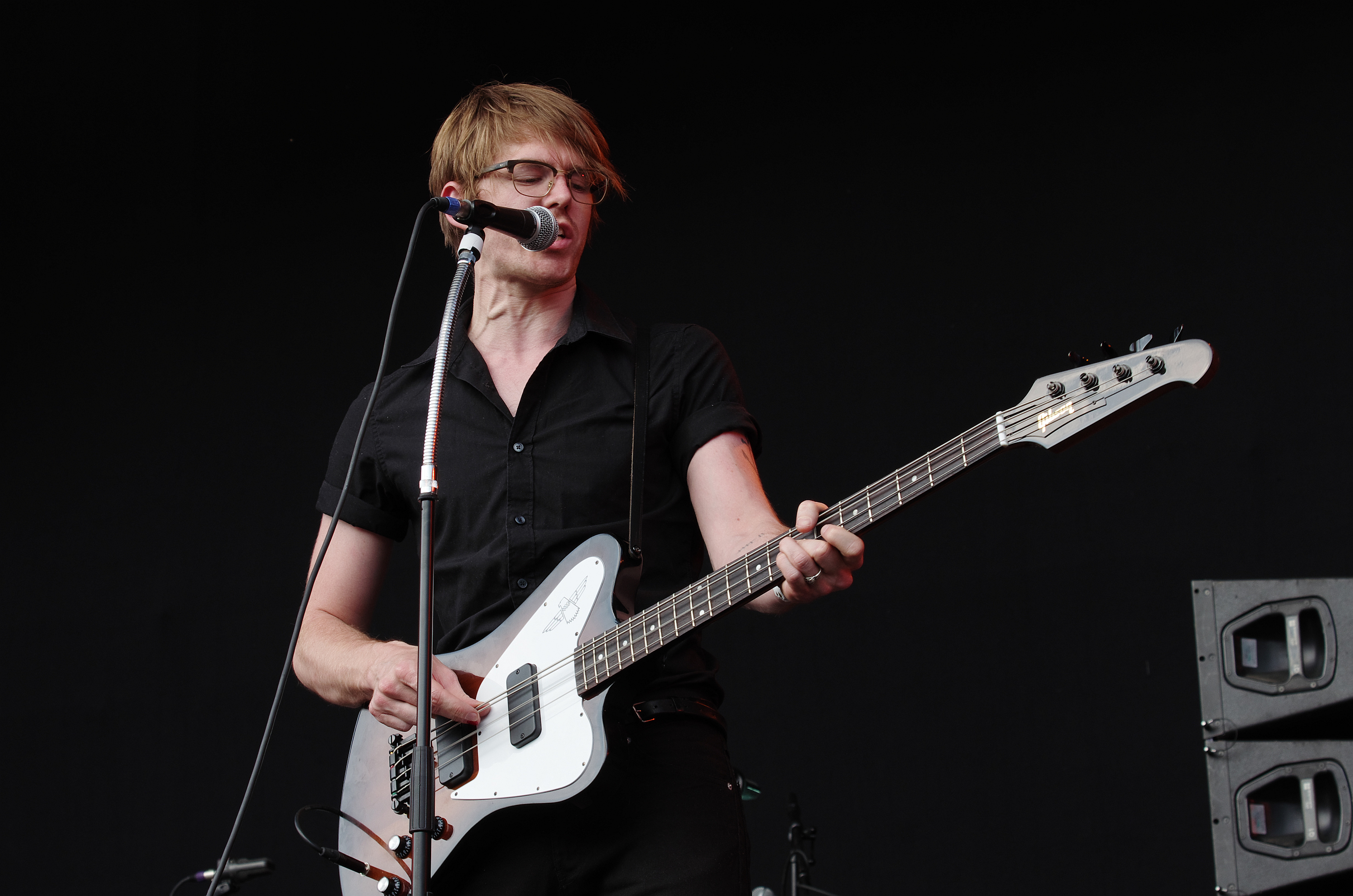
Stefan Pabst (Haldern Pop, 2013)

Stefan Pabst (* 1983 als Stefan Andreas Pabst in Eisenstadt) ist ein österreichischer Musiker, Autor und Grafiker. Er ist Gründungsmitglied und Bassist der Gruppe Ja, Panik und lebt in Berlin.

## Leben und Wirken
Stefan Pabst wuchs im österreichischen Burgenland in der Weinbaugemeinde Gols auf. 2005 gründete er gemeinsam mit den Musikern Andreas Spechtl, Christian Treppo und Manuel Dinhof die Gruppe Ja, Panik. Hier spielt er als Bassist und singt teilweise Begleitgesang. Im Film über die Arbeit der Gruppe Ja, Panik DMD KIU LIDT des österreichischen Regisseurs Georg Tiller, der auf der Berlinale 2014 Premiere hatte, spielt Stefan Pabst sich selbst. Er war auch an den kollektiven Buchpublikationen der Gruppe und an deren Gründung des Labels Nein, Gelassenheit, einem Sub-Label der Berliner Plattenfirma Staatsakt, beteiligt. 2012 riefen Pabst und Bandkollege Sebastian Janata das Mode- und Handwerkslabel Jein, Ganik ins Leben. Unter dem Label erschienen limitierte und von Janata und Pabst eigenhändig hergestellte Merchandise-Artikel für die Band Ja, Panik, wie Kleidung, Accessoires oder Gebrauchsgegenstände.
Pabst spielt außerdem Schlagzeug, so zum Beispiel seit 2010 in der Live-Band von Christiane Rösinger. Mit den damaligen Bandkollegen und Mitbewohnern Andreas Spechtl, Christian Treppo, Sebastian Janata und Thomas Schleicher, zog Pabst 2009 von Wien nach Berlin und gründete dort ebenfalls eine Wohn- und Arbeitsgemeinschaft.
2010 erschien auf dem Label Staatsakt Pabsts in Eigenregie aufgenommene Solo-EP The Wurst and the Money, auf der er alle Instrumente selbst spielt.
Pabst zeichnet außerdem für die Gestaltung diverser Veröffentlichungen von unter anderem Ja, Panik, Hans Unstern, Britta, Jens Friebe oder Andreas Spechtl verantwortlich. Er ist der Schöpfer des „Wurstvogels“, einer Kreuzung aus Wurst und Vogel, die als Stofftier, Tätowierung, Schriftart, Rezept und in anderen Aggregatzuständen in Erscheinung tritt. Pabst studierte Schriftgestaltung und Typografie bei Lucas de Groot und Friedrich Forssman. Er ist als Mitorganisator des Berliner Typostammtischs tätig.

## Diskografie

### Als Schätzmeister
- 2010: The Wurst and the Money (EP)

### Gastbeiträge
- 2011: Winterbones auf Walrus von Jolly Goods
- 2017: Eigentumswohnung auf Lieder ohne Leiden von Christiane Rösinger